# Феодосійське водосховище
Феодосійське водосховище (крим. Kefe yapma gölü, рос. Феодосийское водохранилище) — штучна прісна водойма на Північно-Кримському каналі.
Розташоване на північний захід від села Владиславівка Кіровського району АР Крим. В 1971 році завершено реконструкцію з метою водопостачання міста Феодосія водами річки Дніпро.

## Історія
До реконструкції Феодосійське водосховище заповнювалося водами маловодної балки Ближня (Піщана) і його об'єм становив 1,13 млн м³.
Проект розширення водосховища був підготовлений інститутом «Укрдіпроводгосп» в 1961 році в рамках проектного завдання першої черги Північно-Кримського каналу (зрошення 145 тис. га). Будівельні роботи велися з 1966 по 1971 р ПМК-11 тресту «Кримводбуд». Реконструкція збільшила об'єм водосховища до 15,37 млн м. Ґрунти підмурівка і тіла греблі складають Майкопські глини.
По відношенню до Північно-Кримського каналу водосховище розташоване на височині і вода з підвідного каналу подається насосною станцією НС-16. З водосховища на станцію очищення вода подається самоплином.
За 40 років експлуатації відбулося значне замулення південної частини водосховища у районі водозабірної башти, був повністю замулений підвідний канал. З лютого по квітень — у період сильних вітрів і низького рівня води каламутність на водоочисних спорудах досягала 150 мг/л.
В 2012 році об'єм закачування склав 22,8 млн м³, водосховище було повністю заповнено — до об'єму 15,37 млн м³.
За даними КРП «Вода Криму» на 1 квітня 2014 року об'єм води становив 8,46 млн м³.
Спочатку джерелами заповнення були зарегульований водотік річки Дніпро за допомогою Північно-Кримського каналу і балка Ботогеч. У січні 2015 приступили до закачування води з Тайганського водосховища з об'ємами в 100 тис. м³ на добу. У квітні швидкість наповнення була доведена до 800 тис. м³ на добу. У травні об'єм води досяг 12,3 млн м³ після чого закачування було припинено.. На початку червня швидкість поповнення становила 36 тис. м³, при відборі води від 43 до 45 тис. м³ на добу. До серпня з початку 2015 року було подано 15 млн м³.
23 жовтня 2015 року об'єм води становив 9,5 млн м³, що на 1,2 млн м³ перевищувало значення на цю ж дату минулого року.
30 січня 2017 року наповнення становило 7,3 млн м³.
У грудні посушливого 2018 року об'єм наповнення становив 6 млн м³. У січні 2019 року велося будівництво нового водозабірного пристрою, який дозволить «відбирати з нього до 5 млн м³ води».

## Опис
Водосховище наливне. Розташоване за 4 км на південний захід від села Владиславівка Кіровського району. Повний об'єм водосховища становить — 15,37 млн м³, мертвий — 4,0 млн м³, корисний — 11,37 млн м³, максимальна глибина — 18 м, середня — 6,4 м. РМО — 65,0 м.
Основне джерело поповнення — Північно-Кримський канал. Опади практично не впливають на надходження води у водосховищі, але дозволяють значно скоротити забір води що витрачають на полив.
Згідно з конкурсною документацією «об'єм випаровування складає близько 19 % від корисного об'єму 11,37 млн м³». За даними паспорта Феодосійського водосховища, фільтрація з водосховища становить 18 % від середнього об'єму води у водосховищі. Мілководна зона водосховища заростає очеретяною рослинністю.
За 40 років експлуатації відбулося замулювання дна, при обстеженні водолазним способом була визначена потужність мулових відкладень 0,7 — 3,0 м із зменшенням потужності в бік берега. У гранулометричному складі донних відкладень переважають фракції 0,05 — 0,01 мм (до 40 %) і менше 0,005 мм (до 35 %).

## Гідровузол
Склад гідровузла:
- глуха земляна гребля завдовжки по пасму 2140 м і найбільшою висотою — 18 м;
- водоприймальна споруда з підвідного каналу завдовжки 918 м, насосної станції НС-16, двониткового сталевого водоводу діаметром 1020 мм завдовжки 820 м, водозливного лотка;
  - НС-16 складається з чотирьох агрегатів загальною продуктивністю 4,87 м³/с і встановленою потужністю 4 МВт. В 2004 році фірмою «Гідробуд-6» проведено капітальний ремонт, що дало змогу забезпечити безперебійно подавати воду у водосховище у поливний період; [14]
- водозабірна споруда шахтна з монолітного залізобетону ковшового типу з двома водоприймального вікнами на позначці мертвого об'єму, обладнаними металевими щитами, стаціонарними підйомниками. Пропускна здатність 1,3 м³/с;
- водогінний самоплинний тунель з монолітного залізобетону діаметром 2300 мм і завдовжки 1,2 км.

В 2019 проводиться реконструкція водозабору. Замість замуленого каналу до існуючої водозабірної вежі буде побудований підводний водогін зі склопластику завдовжки 880 м з рибозахисним оголівком зонтичного типу. Рибозахисний оголівок буде захищений від замулювання габіонними конструкціями. Пропускна здатність водозабору буде збільшена до 1,6 м³/с.

## Водопостачання
Від тунелю бере початок самопливний двонитковий сталевий водогін діаметром 700 мм та завдовжки 11,7 км, що подає воду на станцію очищення міста Феодосія. До розширення водосховища і будівництва Північно-Кримського каналу вода у Феодосію подавалася з Субаських джерел.
Далі від водоочисних споруд Феодосії вода з гірського водопроводу і каскаду насосних станцій надходить в Судак. Загальна довжина Судацького водогону становить 52,3 км, діаметр — 1200 мм. Пропускна здатність — 85 тис. м³ на добу. Водогін був побудований в 1988 році у підземному варіанті, що збільшує корозійне навантаження і призводить до великих втрат води. Будівництво нового магістрального водогону ведеться у наземному варіанті. У жовтні 2015 року фактичний забір води становив 26 тис. м³ на добу.
Білогірське водосховище, яке з 2014 року використовується для наповнення Північно-Кримського каналу, розташоване всього за 30 км від Судака, але у підсумку вода долає понад 200 км.